# 雜斑波體魚
雜斑波體魚(学名：Rasbosoma spilocerca），為輻鰭魚綱鯉形目鿕科的其中一個種，分布於亞洲湄公河流域，本魚體細長且側扁，身體略帶透明的黃至白色，尾鰭基部有一大黑斑，尾鰭上下葉各有一個黑色小斑塊，形成類似米老鼠的圖案，體長可達2.6公分，棲息在水生植物生長、水淺的氾濫平原、沼澤、水田，以浮游生物為食，生活習性不明，可做為觀賞魚。